# Pertunmaa
Pertunmaa este o comună din Finlanda.